# Пельфиг
Пельфи́г (фр. Pellefigue) — коммуна во Франции, находится в регионе Юг — Пиренеи. Департамент — Жер. Входит в состав кантона Ломбес. Округ коммуны — Ош.
Код INSEE коммуны — 32309.

## География

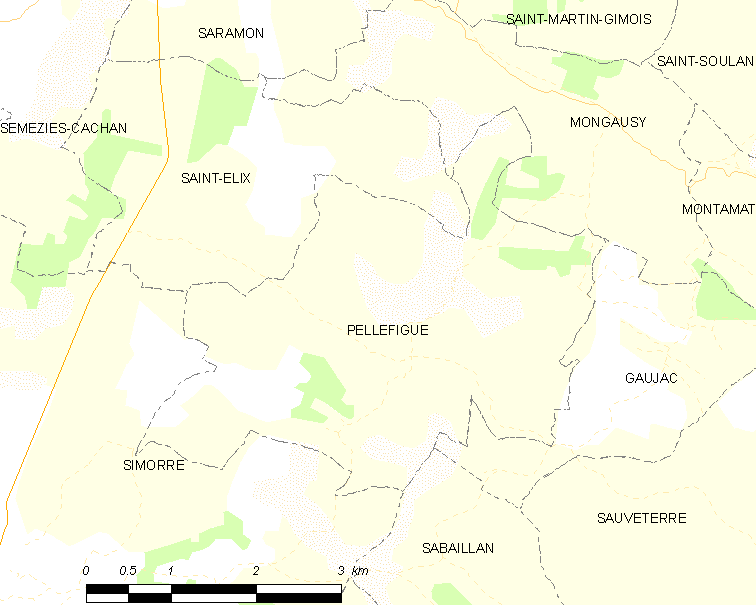
Карта коммуны

Коммуна расположена приблизительно в 610 км к югу от Парижа, в 55 км западнее Тулузы, в 26 км к юго-восточнее от Оша.

## Климат
Климат умеренно-океанический. Лето жаркое и немного дождливое, температура часто превышает 35 °С. Зимой часто бывает отрицательная температура и ночные заморозки. Годовое количество осадков — 700—900 мм.

## Население
Население коммуны на 2010 год составляло 125 человек.
| 1962 | 1968 | 1975 | 1982 | 1990 | 1999 | 2010 |
| ---- | ---- | ---- | ---- | ---- | ---- | ---- |
| 181  | 183  | 148  | 129  | 88   | 102  | 125  |

## Администрация
| Период | Период | Фамилия       | Партия | Примечания |
| ------ | ------ | ------------- | ------ | ---------- |
| 2001   | 2020   | Ален Сансерри |        |            |

## Экономика
В 2010 году среди 64 человек трудоспособного возраста (15-64 лет) 49 были экономически активными, 15 — неактивными (показатель активности — 76,6 %, в 1999 году было 75,0 %). Из 49 активных жителей работали 42 человека (21 мужчина и 21 женщина), безработных было 7 (4 мужчины и 3 женщины). Среди 15 неактивных 7 человек были учениками или студентами, 8 — пенсионерами, 0 были неактивными по другим причинам.